# Gomes (futebolista)
Heurelho da Silva Gomes, mais conhecido como Gomes (João Pinheiro, 15 de fevereiro de 1981), é um ex-futebolista brasileiro que atuava como goleiro.

## Carreira

### Início
Aos catorze anos, o jogador começou como centroavante em uma equipe de Sete Lagoas e em um torneio de futebol de areia, foi inscrito como goleiro, já que era a única posição em aberto. O jovem defensor, então com 17 anos, foi escolhido o melhor do campeonato, ganhando também a oportunidade de treinar na escolinha do Cruzeiro.
Depois de um ano na escolinha, teve a chance de mostrar seu futebol pela primeira vez no Estadual de Minas Gerais. Primeiro na categoria juvenil, depois na Terceira Divisão, ambos com a camisa do Democrata de Sete Lagoas.
No final de 1998, Gomes saiu pela primeira vez do futebol mineiro para vestir as camisas do CRB, de Alagoas, e do Guarani, de São Paulo. As passagens, porém, foram muito breves e, em 2001, o jogador alcançou a Toca da Raposa. No juvenil do Cruzeiro, o goleiro teve, pela primeira vez na carreira, estrutura para desenvolver sua técnica na posição.

### Cruzeiro
Na Copa São Paulo de Juniores de 2002 foi reserva do Cruzeiro e, com o desempenho demonstrado nos treinamentos e nos jogos em que atuou, teve a oportunidade de chegar à equipe profissional. Primeiro como terceiro goleiro, mas com a estrutura de trabalhar em um time de ponta do futebol nacional.
Aos poucos, foi ganhando a confiança do então técnico Vanderlei Luxemburgo e, no final da temporada, ficou com a posição de titular após uma sequência ruim de André Döring.
Depois de quatro jogos no posto, Gomes teve um problema no menisco que o deixou de fora por 25 dias. Mesmo assim, o técnico Luxemburgo deu cobertura ao defensor, que retornou ainda como o primeiro goleiro do time.
O ano de 2003 (nesse ano recebeu o apelido de "Homem-Elástico") foi o de consagração de Gomes pela equipe mineira. Com o time cruzeirense, o goleiro conquistou o Campeonato Mineiro, o Campeonato Brasileiro e a Copa do Brasil. Se tornou ídolo da torcida cruzeirense. A atuações renderam ao jogador a convocação para defender a Seleção Brasileira Sub-23 durante o Pré-Olímpico do Chile, no início de 2004.
Na nova temporada, começaram as especulações sobre interesse de clubes estrangeiros em seu futebol. O PSV Eindhoven, dos Países Baixos, foi o primeiro a aparecer com uma proposta na Toca da Raposa, mas os dirigentes cruzeirenses preferiram nem conversar em um primeiro momento.
Na última partida da equipe cruzeirense pela Copa Libertadores da América daquele ano, Gomes acabou sofrendo uma fratura no osso da mão. Críticos de futebol acreditavam que a contusão poderia atrapalhar o futuro do jogador, mas o problema não desanimou Gomes, que em dois meses estava recuperado e viu o Cruzeiro finalmente ceder e negociar seus direitos com o PSV, clube que montava elenco para a temporada europeia 2004–05.

### PSV Eindhoven

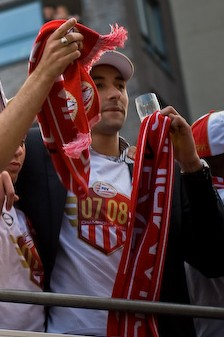
Gomes em sua chegada no PSV

Foi anunciado pelo clube holandês no dia 2 de julho de 2004. Nos Países Baixos, Gomes sofreu preconceito por ser brasileiro, país famoso por revelar bons atacantes e não jogadores de defesa. Mas mostrou em campo seu potencial e, aos poucos, foi conquistando a torcida da equipe e até mesmo as rivais.
Gomes é um dos goleiros com maiores recordes do futebol neerlandês e ganhou espaço na Seleção Brasileira desde o início da Era Dunga, após o Mundial de 2006. 

### Tottenham

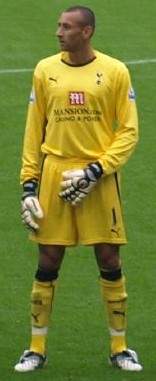
Gomes no Tottenham em 2008

Gomes assinou com o Tottenham, da Inglaterra, em 2008. Após ter passado parte de 2013 emprestado ao Hoffenheim, se transferiu em 2014 para o Watford. No total, disputou 135 partidas nos seis anos em que defendeu o time do norte de Londres.

### Hoffenheim
No dia 31 de janeiro de 2013 foi confirmado o empréstimo de Gomes ao Hoffenheim, da Alemanha, até o final daquela temporada. Já no dia 2 de fevereiro, Gomes fez uma boa estreia na vitória por 2 a 1 contra o Freiburg, contribuindo com defesas importantes. No entanto, no dia 8 de abril, na vitória por 3 a 0 contra o Fortuna Düsseldorf, sofreu fratura na mão que o tirou de campo pelo resto da temporada.

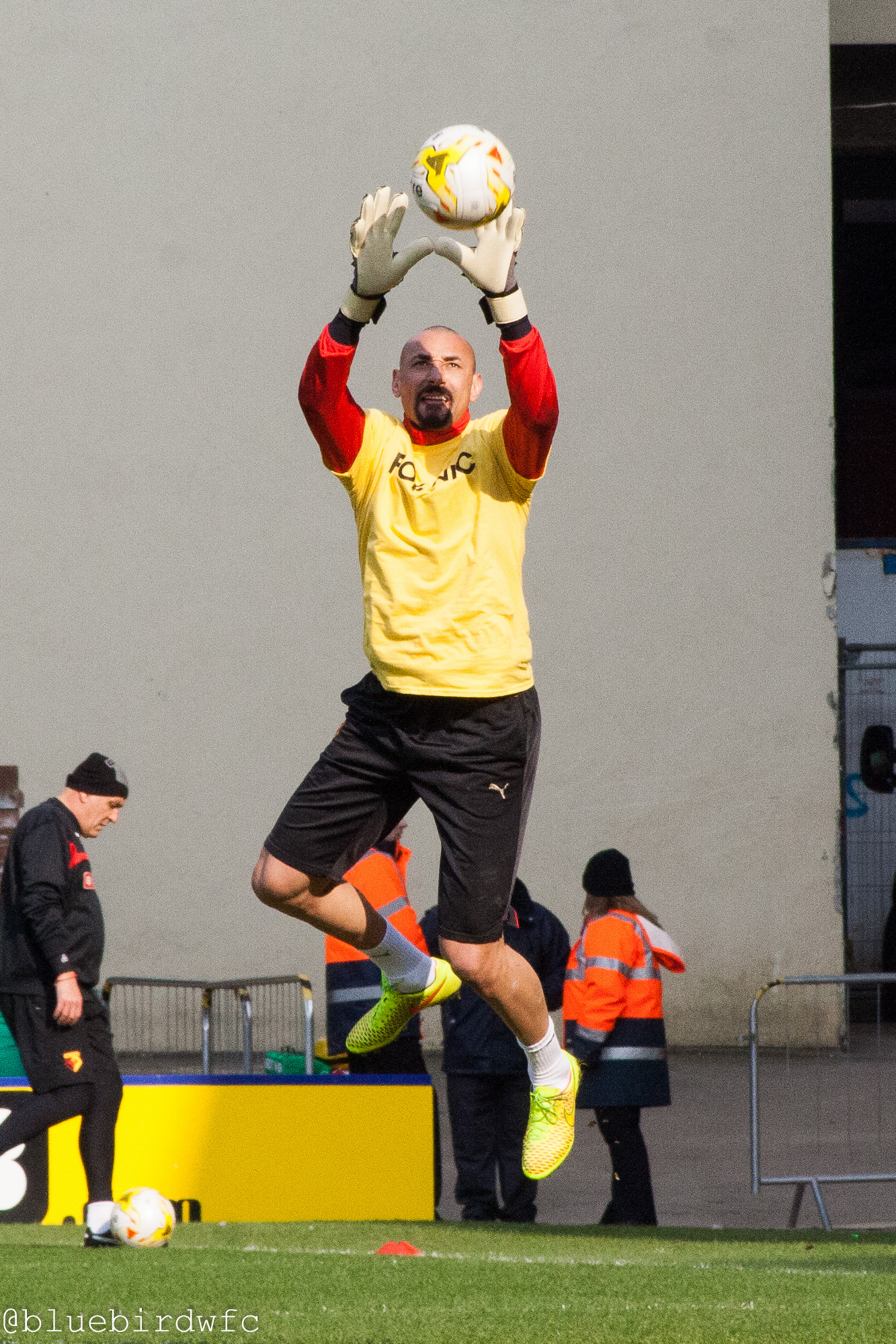
Gomes em 2015, no aquecimento antes de uma partida pelo Watford

### Watford
Gomes foi anunciado no dia 24 de maio de 2014 como reforço do Watford, inicialmente com um contrato de um ano, renovável por mais um. Foi titular da equipe que conseguiu a promoção para disputar a temporada 2015–16 da Premier League, oito anos após a queda para a Segunda Divisão Nacional.
No dia 16 de abril de 2016, Gomes se tornou o primeiro goleiro da história da Premier League a defender dois pênaltis em duas partidas diferentes, feito que alcançara pela primeira vez em 3 de abril de 2010, quando ainda defendia o Tottenham. Ao final da temporada, em julho, o clube anunciou que Gomes aceitara termos melhorados para seu contrato com encerramento em 2018, prestígio que se somou ao recebimento dos prêmios de jogador da temporada tanto na votação do clube como na realizada entre os jogadores, e do troféu de performance da temporada por sua atuação na vitória por 1 a 0 contra o West Bromwich, partida em que defendeu dois pênaltis. No dia 26 de dezembro, na rodada do Boxing Day da temporada 2016–17, Gomes defendeu seu 9º pênalti em 30 cobranças que encarou em sua carreira na Premier League, alcançado a impressiva marca de 30% de pênaltis salvos, atrás apenas de David Seaman, que defendeu 7 de 22 cobranças enfrentadas, percentagem de 31,82%.

### Democrata
Aos 40 anos, foi anunciado como reforço do Democrata no dia 27 de junho de 2021, chegando como principal reforço para a disputa do Campeonato Mineiro – Módulo II. Nas redes sociais, o camisa 1 celebrou o retorno ao futebol e ao clube que ofereceu suas primeiras oportunidades na trajetória para se tornar um jogador profissional. Apesar da empolgação na chegada, Gomes deixou o Jacaré no dia 15 de julho devido a um problema com a inscrição. O goleiro sequer entrou em campo pela equipe.

## Seleção Nacional

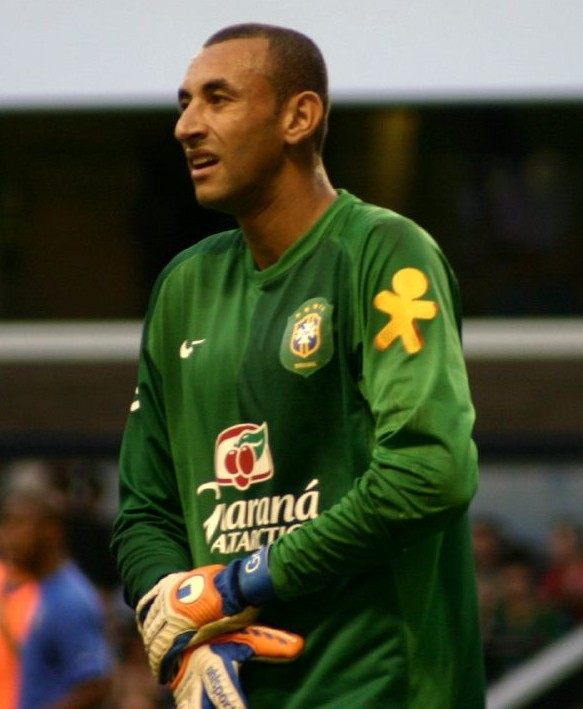
Gomes atuando pela Seleção Brasileira em 2006

Pela Seleção Brasileira, Gomes esteve nas conquistas da Copa das Confederações FIFA de 2005 e de 2009. No dia 11 de maio de 2010, o goleiro foi oficialmente convocado para defender a Seleção Brasileira na Copa do Mundo do mesmo ano.

## Títulos
Cruzeiro
- Copa Sul-Minas: 2001 e 2002
- Supercampeonato Mineiro: 2002
- Campeonato Mineiro: 2003 e 2004
- Copa do Brasil: 2003
- Campeonato Brasileiro: 2003

PSV Eindhoven
- Copa dos Países Baixos: 2005
- Eredivisie: 2004–05, 2005–06, 2006–07 e 2007–08

Seleção Brasileira
- Copa das Confederações FIFA: 2005 e 2009

### Prêmios individuais
Seleção Brasileira
- Copa Ouro da CONCACAF: 2003 - BEST XI